# Phalascusa vassei
Phalascusa vassei är en insektsart som beskrevs av Van der Weele 1909. Phalascusa vassei ingår i släktet Phalascusa och familjen fjärilsländor. Inga underarter finns listade i Catalogue of Life.